# Annales de biologie clinique
Pour les articles homonymes, voir Annales (homonymie).
Revue officielle de la Société française de biologie clinique (SFBC), les Annales de biologie clinique sont une revue francophone de biologie polyvalente. Elles accompagnent les biologistes dans leurs démarches de formation continue, d’accréditation du laboratoire et de validation des techniques.
À travers des articles originaux, des synthèses et des articles de pratique quotidienne, la revue rend compte du progrès des connaissances, des techniques et des matériels, mais est aussi un lieu privilégié d'échanges pour l'ensemble de la communauté (notamment biochimistes, microbiologistes, hématologues, immunologistes…).